# Kostel svatého Michaela archanděla (Bitozeves)
Kostel svatého Michaela archanděla je římskokatolický farní kostel zasvěcený archandělu Michalovi v Bitozevsi v okrese Louny. Od roku 1964 je chráněn jako kulturní památka. Jednolodní gotický kostel pochází ze čtrnáctého století. Obklopuje ho zeď zrušeného hřbitova, na který se vstupuje portálem s volutovým štítem a erbem Hrušků z Března.

## Historie a stavební vývoj

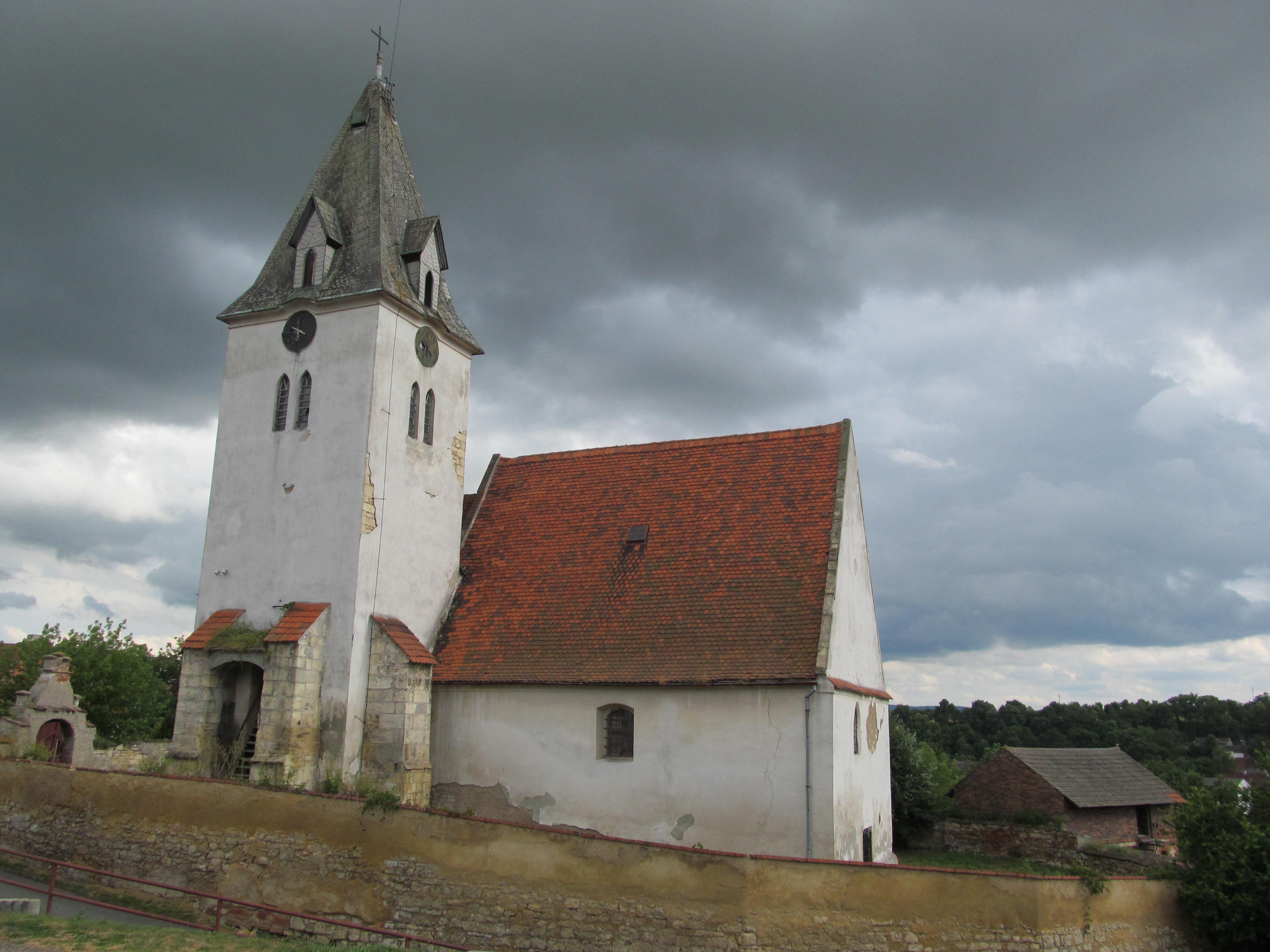
Pohled ze severu

S velkou pravděpodobností byl stavebníkem kostela rytíř Dalibor z Bitozevsi, který vlastnil vesnici v letech 1318–1361. Z roku 1361 také pochází první písemná zmínka o kostele, kdy k němu byl prezentován první známý farář jménem Nemiáš, který nahradil zemřelého kněze Ludhera. V pořadí třetím známým farářem byl Mikuláš z Blatné, kterého v roce 1405 prezentoval nový patron kostela, převor johanitské komendy v Praze. Mezi husitskými válkami a třicetiletou válkou byla fara obsazena utrakvistickými kněžími. Teprve v roce 1683 byla v Bitozevsi katolická fara obnovena. Až do roku 1702 k ní patřil jako filiální kostel svatého Šimona a Judy v Hradišti.

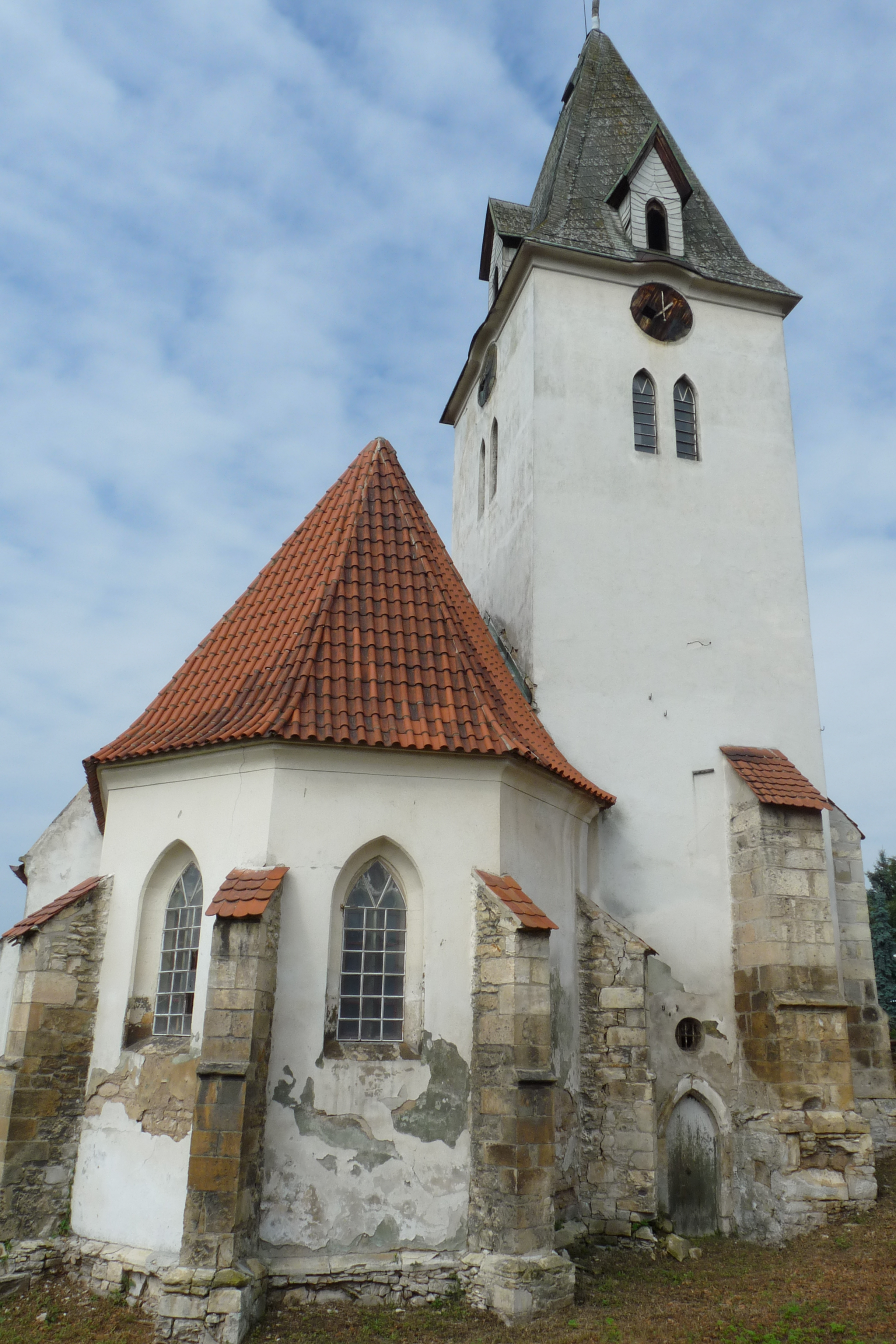
Závěr kostela

Původní stavba měla nízkou, zhruba čtvercovou sakristii, navazující na severní stranu presbytáře. Původní lomený portál spojující obě prostory je stále funkční. Jak prokázal dendrochronologický rozbor dřeva dochovaného štenýře, byla ve druhém desetiletí 16. století postavena nad sakristií dřevěná věž. V letech 1550–1551 došlo k postavení stávající kamenné věže. Protože sakristie měla slabé zdi a věžovou nástavbu by nemusela unést, bylo k ní třeba přistavět čtyři mohutné opěráky. Pravděpodobně v té době byly  původní okenní otvory v lodi nahrazeny stávajícími a osazeny nové portály do sakristie. Za Hrušků z Března, kterým Bitozeves patřil téměř celé 16. století, se postavila ohradní zeď hřbitova s branou z roku 1593, která nese erby Karla Hrušky z Března a jeho manželky Anny z Hochhauzu.
V roce 1776 byl postavený nový kůr, roku 1861 dostala věž nový krov.

## Stavební podoba

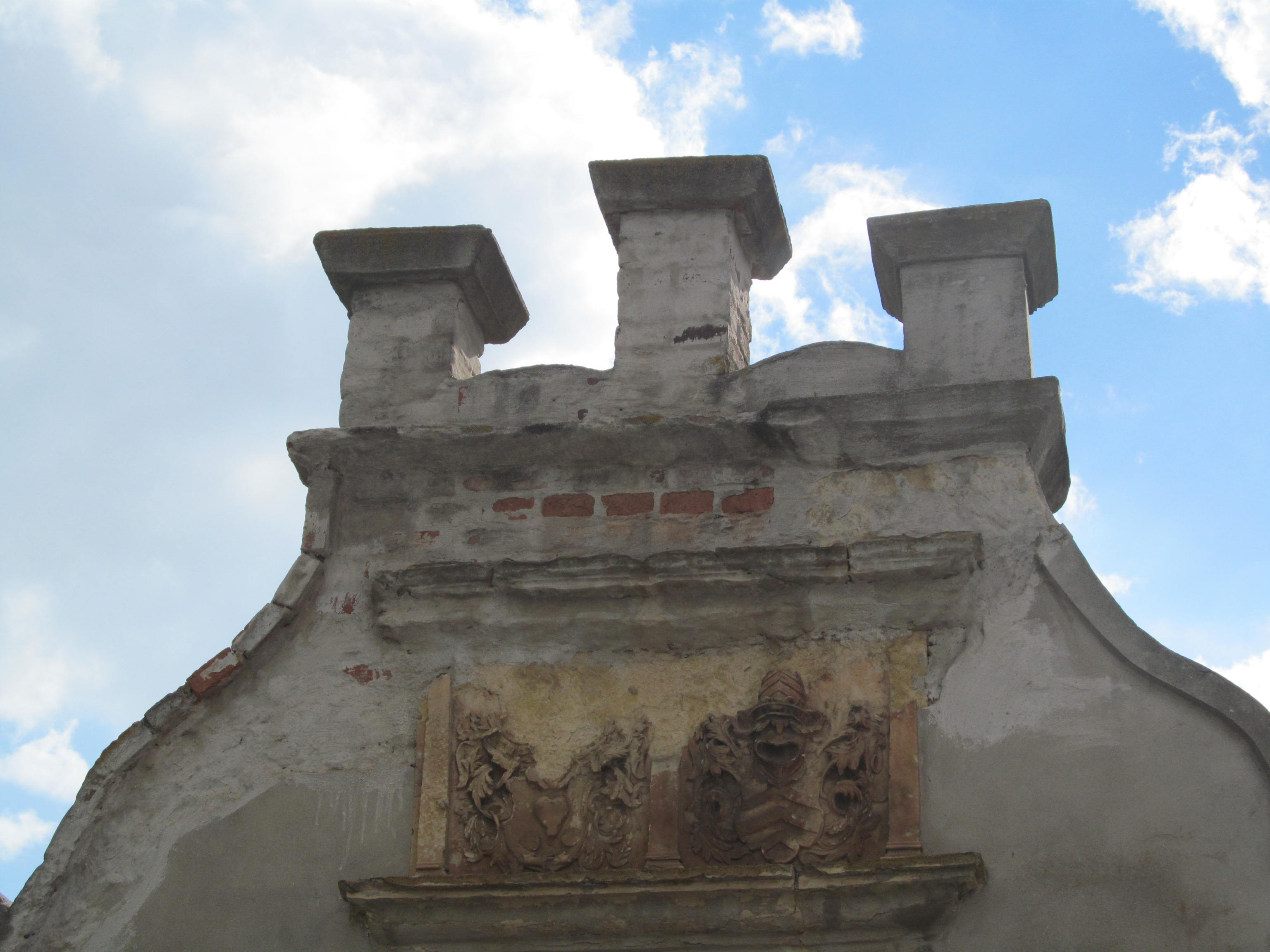
Erb Hrušků z Března na hřbitovní bráně při kostele

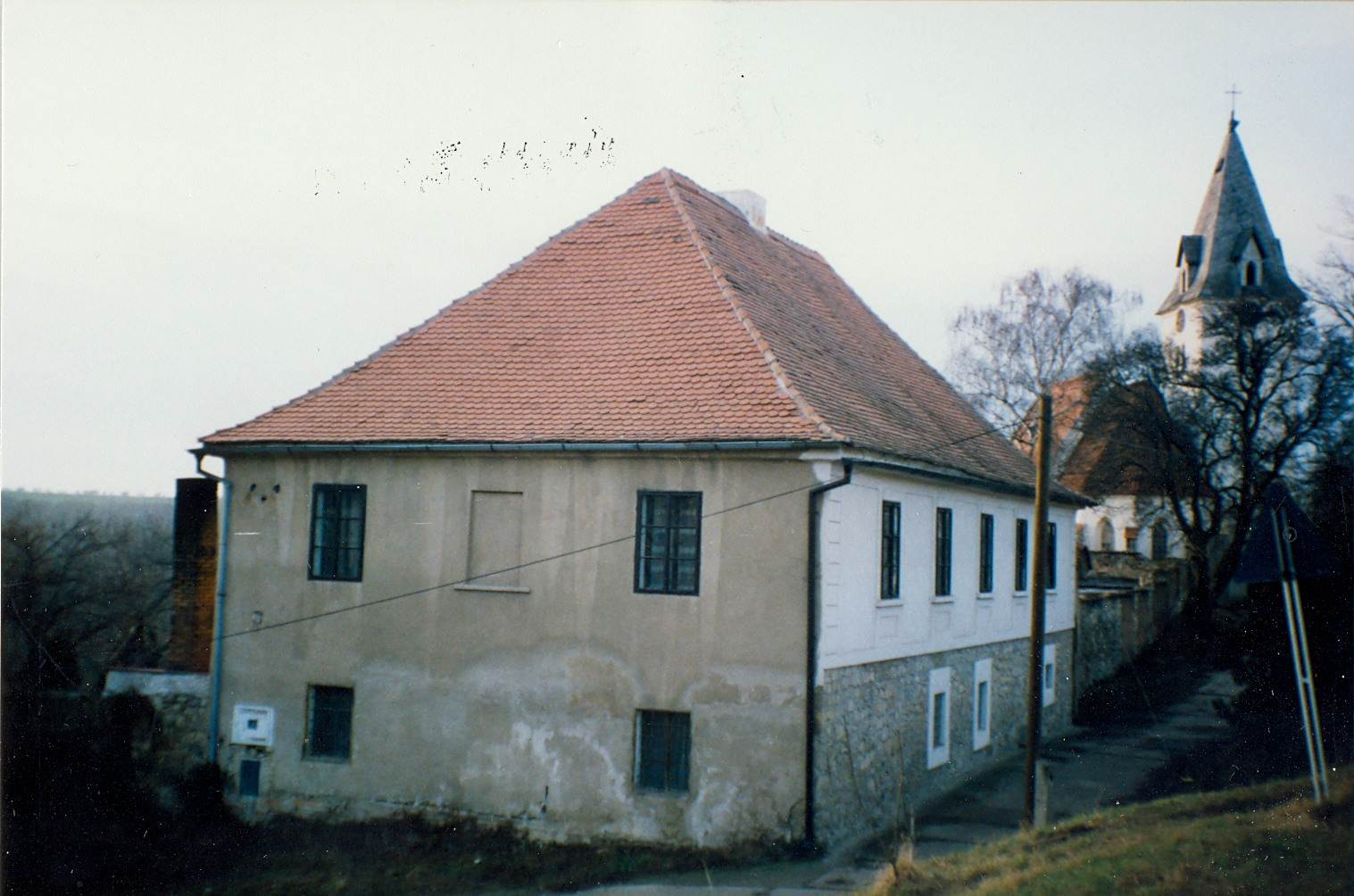
Bývalá budova fary

Jednolodní kostel je orientovaný k východu, uzavřený pětibokým presbytářem podepřeným opěráky a osvětlený gotickými dvoudílnými kružbovými okny. Do kostela se původně vstupovalo portálem s hruškovým ostěním, který se dochoval zazděný v jižní zdi. K severní straně presbytáře je přistavěna sakristie a hranolová věž. Presbytář a sakristie jsou zaklenuté žebrovou klenbou. Spojuje je hrotitý portálek. Na jedné z konzol presbytáře je lidská maska, ostatní mají kuželový tvar. Loď kryje sedlová střecha, z obou stran ohraničená trojúhelníkovými štíty.

## Vybavení
Pseudogotické oltáře a kazatelna pocházejí z poloviny devatenáctého století. K zařízení patří také šest náhrobníků rodu Hrušků z Března z let 1559–1593. V kostele byli pohřbeni:
- Vilém Hruška z Března († 1575)
- Jakub Hruška z Března († 1565)
- Brigitta Glacová ze Starého Dvora († 1559), manželka Jakuba Hrušky
- dva synové Karla Hrušky z Března a Anny z Hochhausu († 1588 a 1589)
- dcera Bernarda Hrušky z Března a Voršily z Vřesovic († 1575)
- Kateřina Krinsová († 1598), manželka Gregora Krinse

Z původního vybavení kostela pochází sanktuárium v severní stěně presbytáře. Cínová křtitelnice z roku 1574 je zachycena ještě na fotografii z roku 1966, v kostele však není a její osud je neznámý.